# Stilles Chaos
Stilles Chaos (Originaltitel: Caos calmo) ist ein italienisches Filmdrama von Antonello Grimaldi, welches auf dem gleichnamigen Roman von Sandro Veronesi beruht. Der Film, welcher bei der Berlinale 2008 zum ersten Mal gezeigt wurde, thematisiert die Trauer des Fernsehmanagers Pietro Paladini (Nanni Moretti) und deren Verarbeitung nach Verlust seiner Ehefrau.

## Handlung
Während Pietro Paladini zusammen mit seinem Bruder Carlo (Alessandro Gassmann), einem Modedesigner, zwei Frauen vor dem Ertrinken rettet, stirbt unerwartet zu Hause seine Frau. Nach der Trauerfeier fällt Pietro in ein Stilles Chaos, welche auch durch die Fürsorge gegenüber seiner Tochter Claudia (Blu Yoshimi) geprägt ist. Der Manager bleibt seiner Arbeit fern und hält sich jeden Tag im Park auf, welcher gegenüber der Schule seiner Tochter liegt. Er sitzt im Auto, läuft durch den Park oder isst im Parkcafé. Während der ganzen Zeit wirkt der Witwer nach außen unglaublich gefasst und wird zur Anlaufstelle für seine Schwägerin Marta (Valeria Golino), seinen Bruder sowie Arbeitskollegen, die von der Fusion seines Konzerns betroffen sind. Es ist die Neugeburt eines Menschen, der einmal ein Arbeitstier war.

## Interpretation
Im DVD-Interview mit Buchautor Sandro Veronesi legt dieser den Schwerpunkt auf die Frage wie weit „Verdrängung“ und „Verarbeitung“ wirklich auseinander liegen.
Der Film endet damit, dass sich die Tochter von ihrem Vater wünscht, er möge nicht mehr vor der Schule warten, woraufhin dieser mit seinem Auto in den Abspann fährt. Früher hat sich die Tochter schon gewünscht, er solle den einen Chefposten der Fusion übernehmen, woraus sich ergibt, dass Pietro wieder in sein altes Leben zurückkehren wird. Womit die ganze „Verdrängung“ doch noch eine „Verarbeitung“ geworden ist. Demnach geht es nicht um die Neugeburt eines Menschen, der einmal ein Arbeitstier war.

## Kritik
„Einmal mehr balanciert Nanni Morettis Schauspiel dabei virtuos zwischen Heiterkeit und Melancholie, flankiert von Nebenfiguren, die sich unter Grimaldis Regie trotz ihrer verhältnismäßig großen Anzahl zu präzise gezeichneten, lebendigen Charakteren entwickeln. Wie fast alle guten Filme, die sich am Tod abarbeiten, ist „Stilles Chaos“ dank seines unspektakulären, aber umso berührenderen Panoramas aus menschlichen Nöten, Freuden und alltäglichen Ritualen nicht zuletzt eine wunderbare Neuentdeckung des Lebens.“

## Soundtrack
- L’amore trasparente von Ivano Fossati
- Cigarettes and Chocolate Milk von Rufus Wainwright
- Pyramid Song von Radiohead
- Your Ex-Lover Is Dead von Stars

## Preise
Stilles Chaos gewann im Jahr 2008 zusammen mit Mein Bruder ist ein Einzelkind den Premio online del cinema in der Kategorie „Bester Italienischer Film“.